# 温圳镇
温圳镇，是中华人民共和国江西省南昌市进贤县下辖的一个乡镇级行政单位。镇域内建有温圳监狱，隶属于江西省监狱管理局。

## 行政区划
温圳镇下辖以下地区：
解放路社区、新市场社区、胜利路社区、前进路社区、新兴路社区、院上村、庄山村、杨溪村、檀溪村、白沙村、新村、湖南村、联里村、康山村、罗家村、路边村、大溪村、沥背村、泉溪村和东岗村。

## 中国传统村落
2012年，杨溪村委李家村被评为首批“中国传统村落”。

## 交通
- 沪昆铁路：温家圳站